# ローマ・チャンピーノ空港
ローマ・チャンピーノ空港（イタリア語：Aeroporto di Roma-Ciampino、 英語：Ciampino Airport）は、ローマ郊外のチャンピーノにある空港。
1960年にフィウミチーノ空港（レオナルド・ダ・ヴィンチ国際空港）が開設されるまで、ローマの主要空港であった。フィウミチーノ空港と経営母体は同じであり、長距離便はフィウミチーノ空港、小型機による短距離便（主に格安航空会社）はチャンピーノ空港と、用途が使い分けられている。

## 名称
別称はジョヴァン・バッティスタ・パスティーネ国際空港（イタリア語：Aeroporto internazionale Giovan Battista Pastine）。ジョヴァン・バッティスタ・パスティーネ (it:Giovan Battista Pastine) （1874年 - 1916年）は航空黎明期の飛行家で、第一次世界大戦において戦死した人物である。

## 歴史
チャンピーノ空港は第一次世界大戦中の1916年に開設された。現役で使用されている空港としては、最も古いもののひとつである。
第二次世界大戦中はイタリア軍に、1943年9月にイタリアが連合国軍に降伏した後は、イタリアを占領下に置いたドイツ軍によって使用された。1944年6月に連合国軍によって占領され、その後はアメリカ陸軍航空軍の軍用飛行場として使用された。占領後間もない時期にはA-36攻撃機の出撃拠点として使用されたが、戦闘部隊が転出すると、航空輸送司令部 (Air Transport Command) により、主としてC-47輸送機による兵員および物資の輸送拠点として利用された。
チャンピーノ空港は、1960年まではローマの主要空港であり、利用客は年間200万人以上に達していた。1960年にフィウミチーノ空港が運営を開始すると、その後30年以上、チャンピーノ空港はチャーター便やプライベート機、および内外の政府高官の搭乗機をもっぱら取り扱うこととなった。2007年の初めより、成長しつつあった格安航空会社の乗り入れを可能とするべく、ターミナル施設の改修が行われた。

## 外部リンク

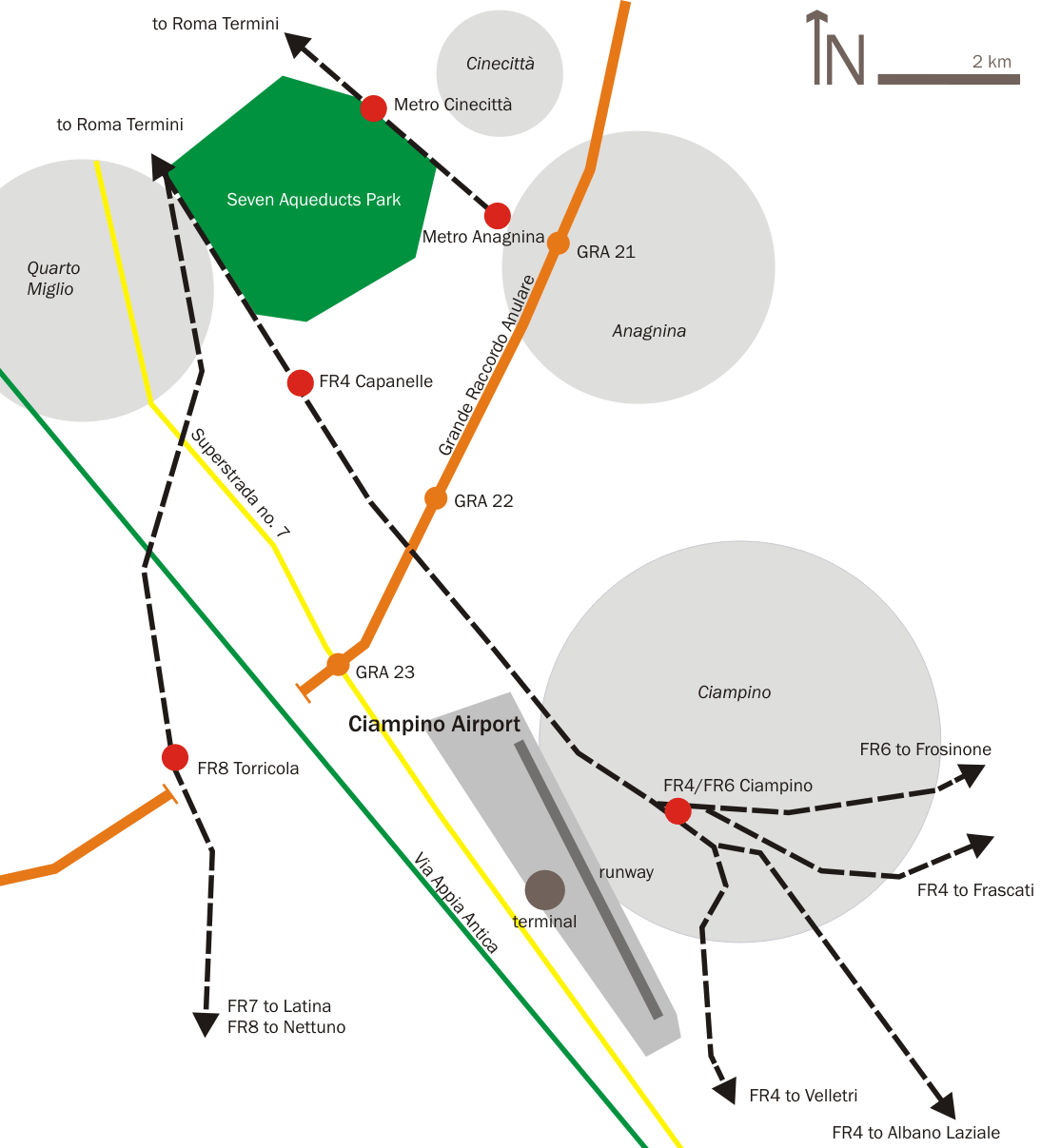
ローマ市内からの位置

## 就航航空会社
- イージージェット
- ライアンエアー
- ウィズエアー